# Goede Steden
De Goede Steden (Bonnes Villes) waren de voornaamste plaatsen van het prinsbisdom Luik. Om het statuut van goede stad te krijgen moest een stad omwald zijn, of omgekeerd: zo'n stad kreeg het recht een omwalling te bouwen. Zij konden ook deelnemen aan de Staten van Luik en mochten een perroen oprichten als symbool van de Luikse vrijheid.
Bij het begin van de nieuwe tijd waren er 21 Goede Steden; in 1651 werden het er definitief 23, twaalf Dietse en elf Romaanse:
- Dietse steden (villes thioises), men zou nu zeggen Nederlandstalige:
Beringen, Bilzen, Borgloon (vroeger Loon), Bree, Hamont, Hasselt, Herk-de-Stad, Maaseik, Peer, Sint-Truiden, Stokkem, Tongeren.

- Romaanse steden (villes françoises), men zou nu zeggen Franstalige:
Borgworm, Châtelet, Ciney, Couvin, Dinant, Fosses-la-Ville, Hoei, Luik (de hoofdstad), Thuin, Verviers, Wezet.

De stad Bouillon, gelegen in het hertogdom Bouillon, had een speciaal statuut binnen het prinsbisdom. Hetzelfde gold voor de tweeherige stad Maastricht, die een ambivalente houding ten opzichte van Luik had. Vanaf de Vrede van Fexhe (1316) maakte de stad in beperkte zin deel uit de Luikse stedenbond en was in die tijd ook vertegenwoordigd in de Luikse Staten. Later hield de stad zich meer en meer afzijdig van de Luikse politiek en koesterde het zijn tweeherigheid. Wel had Maastricht een perroen, als symbool van de Luikse rechtsmacht.